# Морнарички истражитељи: Сиднеј
Морнарички истражитељи: Сиднеј је предстојећа аустралијска војна акциона телевизијска серија која ће бити емитована од 10. новембра 2023. на Paramount+ каналу у Аустралији и која би требало да буде премијерно приказана на Мрежи 10 крајем 2023. Серија је први међународни огранак серије Морнарички истражитељи и укључује месне аустралијске глумце и продуценте. У марту 2024. Paramount+ из Аустралије и ЦБС су обновили серију за другу сезону.

## Премиса
Морнарички истражитељи: Сиднеј је огранак серије Морнарички истражитељи и његове франшизе који прати измишљену екипу посебних агената из Морнаричко-злочинско-истражитељске службе (МЗИС) који истражују злочине. Радња серије смештена је у Сиднеју у Аустралији.
Иако је радња серије смештена у Сиднеју, најближа филијала МЗИС-а у Аустралији се заправо налази у Перту који је удаљен 3.290 км.

## Ликови
- Оливија Свон као Мишел Меки, посебна агенткиња МЗИС-а[8]
- Тод Ласанс као Џим "ЏД" Демпси, заменик у аустралијској савезној полицији (АСП)[8]
- Шон Сагар као Дешон Џексон, посебни агент МЗИС-а (ПА)[8]
- Тули Наркл као позорница Иви Купер, официр за везу АСП-а[8]
- Мавурни Хејзел као Блубирд "Блу" Глисон, форензичар АСП-а[8]
- Вилијам Мекинс као Рој Пенроуз, форензички патолог АСП-а[8]

## Производња
Дана 16. фебруара 2022. објављено је да је огранак радњом смештен у Сиднеју у Аустралији у току. Продуцент серије Морнарички истражитељи: Лос Анђелес Шејн Бренан је био везан за пројекат.
Серију је створио Морган О'Нил. Извршни продуценти су О'Нил, Сара Ричардсон и Су Сири, а продуценткиња је Мишел Бенет. Снимање је почело у мају 2023.
Дана 20. марта 2024, серија је обновљена за другу сезону која је премијерно почела 7. фебруара 2025. Две посебне епизоде треба да се снимају у Дарвину и околини за другу сезону.
Серија је обновљена за трећу сезону 21. фебруара 2025.

## Епизоде
| Сезона | Сезона | Епизоде | Датум емитовања    | Датум емитовања    |
| Сезона | Сезона | Епизоде | Почетак            | Крај               |
| ------ | ------ | ------- | ------------------ | ------------------ |
|        | 1      | 8       | 10. новембар 2023. | 29. децембар 2023. |
|        | 2      |         | 7. фебруар 2025.   | 2025.              |

## Међународно емитовање
У Сједињеним Државама, серија ће бити премијерно приказана на ЦБС-у од 13. новембра 2023. Међународно ће је преносити "Paramount Global Content Distribution" и биће доступна за преношење на Paramount+ платформи на одабраним подручјима широм света.
У Сједињеним Државама, серија је премијерно приказана на матичној мрежи франшизе ЦБС 14. новембра 2023. као део холивудског програма замене радних спорова за 2023. годину. Друга сезона је премијерно почела 7. фебруара 2025. У Канади, серија је премијерно приказана на Глобалу и истовремено је емитована заједно са емитовањем на ЦБС-у, такође премијерно 14. новембра 2023.